# Chris Taylor (calciatore)
Chris Taylor (Oldham, 20 dicembre 1986) è un ex calciatore inglese, di ruolo centrocampista.

## Caratteristiche tecniche
Ala sinistra, può giocare nel medesimo ruolo sulla fascia opposta o come interno di centrocampo.

## Carriera
Ha giocato nella seconda divisione inglese con Millwall e Blackburn.